# Туманчино
Тума́нчино (рос. Туманчино, башк. Томансы) — присілок у складі Мелеузівського району Башкортостану, Росія. Входить до складу Аптраковської сільської ради.
Населення — 186 осіб (2010; 184 в 2002).
Національний склад:
- башкири — 95%